# کالوم هووه
کالوم هووه (انگلیسی: Callum Howe؛ زادهٔ ۹ آوریل ۱۹۹۴ بازیکن فوتبال اهل بریتانیا است.
از باشگاه‌هایی که در آن بازی کرده‌است می‌توان به باشگاه فوتبال آلفرتون تاون اشاره کرد.